# بيدرو كالفو أسينسيو
بيدرو كالفو أسينسيو (بالإسبانية: Pedro Calvo Asensio)‏ هو صيدلي وصحفي وكاتب وسياسي إسباني، ولد في 1821 في إسبانيا، وتوفي في 1863 في مدريد في إسبانيا. حزبياً، نشط في حزب التقدم.